# Valore di aspettazione del vuoto
In teoria quantistica dei campi il valore di aspettazione del vuoto (detto anche condensato o semplicemente VEV, dall'inglese vacuum expectation value) di un operatore è la sua media nello stato vuoto. Il valore di aspettazione del vuoto di un operatore  O è solitamente indicato con {\displaystyle \langle O\rangle }. 
Il concetto di VEV è importante nell'ambito della teoria per lavorare con le funzioni di correlazione. Uno degli esempi più noti è l'effetto Casimir. Il VEV è anche importante nella teoria della rottura spontanea di simmetria. Alcuni esempi sono:
- Il campo di Higgs, il cui valore di aspettazione del vuoto diverso da zero (246 GeV) determina tramite il meccanismo di Higgs la massa delle particelle elementari (ad eccezione dei neutrini).
- Il condensato chirale, che è un parametro della rottura della simmetria chirale in una teoria in cui i fermioni sono privi di massa. In una teoria con uno o più campi chirali, siglati dal simbolo ψα, con una simmetria di sapore chirale in relazione coi campi, se il valore del vuoto atteso {\displaystyle \langle {\bar {\psi _{\alpha }}}\psi _{\beta }\rangle } è diverso da zero, allora si dice che si è formato un condensato chirale.